# Wacław Zagórski
Wacław Zagórski ps. „Daniel”, „Lech”, „Lech Grzybowski” (ur. 15 grudnia?/28 grudnia 1909 w Kijowie, zm. 29 grudnia 1983 w Londynie) – dziennikarz, żołnierz Armii Krajowej, w powstaniu warszawskim, dowódca batalionu Lecha Grzybowskiego w Zgrupowaniu „Chrobry II”. Po wojnie działacz Polskiej Partii Socjalistycznej na emigracji, redaktor pisma „Tydzień Polski” w Londynie, działacz kombatancki i autor publikowanych wspomnień.

## Życiorys
Syn Tadeusza, prawnika i Stefanii z domu Iwaszkiewicz. Brat Jerzego (pisarza). Dzieciństwo spędził w rodzinnym majątku pod Humaniem. Uczęszczał do szkoły elementarnej w Humaniu i Kijowie. W 1918 rodzina Zagórskiego przeniosła się do Warszawy, gdzie w tym samym roku podjął naukę w Gimnazjum im. Jana Zamoyskiego w Warszawie.
Od 1927 r. studiował na wydziale prawa Uniwersytetu Warszawskiego. Działał wówczas w Związku Polskiej Młodzieży Akademickiej, należącym do sanacyjnej lewicy. Po rozłamie w ZPMA był jednym z założycieli „Legionu Młodych”. Od sierpnia 1931 do czerwca 1932 odbył służbę wojskową w Batalionie Podchorążych Rezerwy nr 6A w Rawie Ruskiej. Na stopień podporucznika został mianowany ze starszeństwem z 1 stycznia 1935 i 3131. lokatą w korpusie oficerów rezerwy piechoty.
Po zakończeniu studiów pracował w Prokuratorii Generalnej, a następnie w Ministerstwie Pracy i Opieki Społecznej. Od 1928 r. pracował również jako dziennikarz w „Kurierze Porannym” i „Gazecie Polskiej”. Od 1932 r. kierował pismem Legionu Młodych „Państwo Pracy”. W 1934 wojewoda wołyński Henryk Józewski zaproponował Zagórskiemu redagowanie pisma „Wołyń”, którego współpracownikiem był wcześniej ojciec Zagórskiego. W 1936 r. powrócił do Warszawy, gdzie pracował w „Dzienniku Porannym” i „Gazecie Wieczornej”. W 1937 przeniósł się do Łodzi, gdzie stanął na czele tygodnika „Głos Prawdy” założonego przez Józewskiego. Szef organizacji i kierownik działu wydawniczego i prasowego Związku Młodej Polski w 1938 roku.
Po wybuchu wojny jako oficer rezerwy udał się do Łucka w poszukiwaniu macierzystego 24 pułku piechoty. Do 18 września pełnił służbę w Komendzie Miasta, później aresztowany i zwolniony dzięki bronionemu przez niego przed wojną komuniście. Udał się do Wilna, gdzie stanął na czele władz wykonawczych założonej przez siebie Organizacji Socjalistyczno-Niepodległościowej „Wolność”, wydawał pismo o tej samej nazwie.
W marcu 1940 r. przedostał się do Warszawy, gdzie współorganizował struktury „Wolności”. Po 1941 r. rozpoczął działalność wydawniczo-drukarską.
1 sierpnia 1944 r. po wybuchu powstania warszawskiego, wraz z pracownikami podziemnej drukarni, zorganizował oddział „Daniel”, przyjmując pseudonim „Lech”. Oddział rozrósł się do wielkości batalionu wchodząc do Zgrupowania „Chrobry II”. W trakcie powstania awansowany do stopnia kapitana i odznaczony Krzyżem Srebrnym Orderu Virtuti Militari. Od 3 października 1944 w niewoli w obozach Lamsdorf i Murnau.
Po uwolnieniu wstąpił do II Korpusu, gdzie objął redakcję gazety „Dziennik Żołnierza A.P.”. W tym czasie rozpoczął współpracę z Komitetem Zagranicznym PPS, reprezentował komitet na Zjeździe Włoskiej Partii Socjalistycznej. W marcu 1946 r. został sekretarzem Komitetu PPS we Włoszech. W grudniu 1946 r. przybył do Wielkiej Brytanii i do roku 1948 przebywał w obozie Polskiego Korpusu Przysposobienia i Rozmieszczenia. W latach 1948–1959 pracował fizycznie jako robotnik. Od 1959 r. do 1982 r. redagował pismo „Tydzień Polski” w Londynie.
Na I Zjeździe PPS na emigracji w maju 1948 r. został wybrany do Rady Centralnej i Centralnego Komitetu Zagranicznego PPS. W tym czasie utrzymywał radiową łączność z działaczami PPS w Polsce (prawdopodobnie z Edmundem Reńskim „Leonem” z Ostrowca Świętokrzyskiego).
Na IV Zjeździe PPS w 1957 r. wszedł do Centralnej Komisji Rewizyjnej, a w listopadzie tego roku z ramienia PPS w skład Tymczasowej Rady Jedności Narodowej. Po sporze w emigracyjnej PPS i usunięciu z jej szeregów Adama Ciołkosza w 1960 r. współtworzył z Ciołkoszem Centralny Komitet Odbudowy PPS, a następnie od 1964 r. Centralny Komitet PPS. Od 1969 r. był członkiem klubu PPS w Radzie Jedności Narodowej. W październiku 1977 r., na VII Zjeździe PPS kierowanej przez Ciołkosza, Zagórski został wybrany przewodniczącym Centralnego Komitetu. Zrezygnował jednak z funkcji 16 stycznia 1978 r. z powodów osobistych. Faktycznym powodem rezygnacji była krytyka jego spotkania jako przewodniczącego CK z przedstawicielami „konkurencyjnej” PPS (Centralny Komitet Zagraniczny)
W tym samym czasie był członkiem Rady Studium Polski Podziemnej. W roku 1957 opublikował wspomnienia „Wicher Wolności. Dziennik powstańca”, które przetłumaczone na angielski ukazały się w trzech wydaniach. W 1971 r. wydał kolejny tom wspomnień „Wolność w niewoli”. Za całokształt twórczości otrzymał nagrodę Związku Pisarzy Polskich na Obczyźnie oraz nagrodę literacką Fundacji im. Alfreda Jurzykowskiego. Podpisał list pisarzy polskich na Obczyźnie, solidaryzujących się z sygnatariuszami protestu przeciwko zmianom w Konstytucji Polskiej Rzeczypospolitej Ludowej (List 59).

## Ordery i odznaczenia
- Krzyż Srebrny Orderu Virtuti Militari (1944)
- Krzyż Komandorski Orderu Odrodzenia Polski (3 maja 1982)[9]
- Medal Sprawiedliwy wśród Narodów Świata (1973, za ratowanie Żydów w czasie okupacji niemieckiej)